# Иммаколата-Кончеционе-ди-Мария-а-Гроттаросса (титулярная церковь)
Титулярная церковь Иммаколата-Кончеционе-ди-Мария-а-Гроттаросса (лат. Titulus Immaculatae Conceptionis Mariae ad Saxa Rubra) — титулярная церковь была создана Папой Иоанном Павлом II буллой Purpuratis Patribus 3 мая 1985. Титул принадлежит церкви Иммаколата-Кончеционе-ди-Мария-а-Гроттаросса, расположенной в городской зоне Гроттаросса, на виа Фламиния.
Церковь, которой принадлежит титул, была канонически возведена в приход 4 июня 1937 года и была передана епархиальному духовенству Рима. Храм был построен в 1935 году для удовлетворения духовных потребностей рабочих из регионов Северной и Центральной Италии.

## Список кардиналов-священников титулярной церкви Иммаколата-Кончеционе-ди-Мария-а-Гроттаросса
- Хенрик Роман Гульбинович — (25 мая 1985 — 16 ноября 2020, до смерти);
- Уилтон Дэниэл Грегори — (28 ноября 2020 — по настоящее время).